# Here, There and Everywhere
Here, There and Everywhere – ballada rockowa zespołu The Beatles napisana głównie przez Paula McCartneya, ale autorstwo utworu przypisywane jest duetowi Lennon/McCartney. Piosenkę umieszczono w 1966 roku na albumie Revolver.
W biografii Many Years From Now, McCartney powiedział, że piosenka jest jedną z jego ulubionych.
John Lennon powiedział w 1980 roku w wywiadzie dla Playboya, że ten utwór jest jego jedną z najbardziej ulubionych piosenek z repertuaru zespołu The Beatles. Magazyn Mojo umieścił piosenkę na 4. miejscu listy 100. najlepszych utworów wszech czasów.

## Podział ról
1. Paul McCartney – wokal, gitara akustyczna, gitara basowa
2. John Lennon – wokal wspierający
3. George Harrison – wokal wspierający, gitara
4. Ringo Starr – perkusja
5. George Martin – producent muzyczny
6. Geoff Emerick – inżynier dźwięku